# Gillamoor
Gillamoor – wieś w Anglii, w hrabstwie North Yorkshire, w dystrykcie (unitary authority) North Yorkshire. Leży 38 km na północ od miasta York i 313 km na północ od Londynu.